# Silius
Silius (sardinski: Silìus) je grad i općina (comune) u pokrajini Južnoj Sardiniji u regiji Sardiniji, Italija. Nalazi se na nadmorskoj visini od 585 metara i ima 1 192 stanovnika.
 Prostire se na 38,36 km². Gustoća naseljenosti je 31 st/km².
Susjedne općine su: Ballao, Goni, San Basilio, San Nicolò Gerrei i Siurgus Donigala.